# 도묘지정
도묘지정(일본어: 道明寺町)은 일본 오사카부 미나미카와치군에 설치되었던 정이다. 현재의 후지이데라시에 해당한다.

## 역사
- 1889년 4월 1일 - 정촌제 시행에 의해 단난군 도묘지촌이 성립하였다.
- 1890년 3월 31일 - 시키군 사와다촌과 신설합병해, 새로운 도묘지촌이 성립하였다.
- 1896년 4월 1일 - 미나미카와치군이 성립하여, 소속이 변경되었다.
- 1951년 1월 1일 - 정으로 승격해 도묘지정이 되었다.
- 1959년 4월 20일 - 후지이데라정과 신설합병해 후지이데라도묘지정이 성립하여, 동일 도묘지정은 폐지되었다.

## 교통

### 철도
- 긴키 닛폰 철도
  - 긴테쓰 미나미오사카선

### 도로
현재는 구촌역에 니시메이한 자동차도의 후지이데라 나들목이 소재하지만, 당시는 미개통.

## 참고문헌
- 角川日本地名大辞典 27 大阪府